# Źródło (album Marka Piekarczyka)
Źródło – album studyjny polskiego wokalisty Marka Piekarczyka. Wydawnictwo ukazało się 24 października 2009 nakładem wytwórni muzycznej T1-Teraz/Fonografika. Na płycie znalazły się interpretacje kompozycji polskich grup muzycznych m.in. takich jak: Test, Skaldowie, Niebiesko-Czarni czy Klan.
W ramach promocji do utworu „Nie zawrócę” z repertuaru grupy Polanie został zrealizowany teledysk. Zdjęcia do obrazu zostały nakręcone nad Bajkałem na wyspie Olkhon w Rosji. Autorem zdjęć i reżyserii był Jacek Szymański.

## Recenzje
Wydawnictwo spotkało się z niejednoznacznym przyjęciem ze strony krytyków muzycznych. Dziennikarz czaspisma Teraz Rock – Wiesław Królikowski przyznał płycie 3.5 punktu. Redaktor pozytywnie ocenił m.in. interpretacje utworów: „Hej, wracajcie chłopcy na wieś” z repertuaru formacji Niebiesko-Czarni oraz „Nie widzę ciebie w swych marzeniach” grupy Skaldowie. Z kolei Michał Boroń, recenzent serwisu Interia.pl, napisał:

Niektóre numery nie przeszły próby czasu, przez co na płycie – nawet w dobrych interpretacjach Piekarczyka – sprawiają wrażenie wypełniacza (bluesowe „Na betonie kwiaty nie rosną” Niebiesko-Czarnych, balladowe „Całe niebo w ogniu” Michaja Burano). Odniosłem też wrażenie, że Piekarczyk podszedł do materiału ze zbyt dużą atencją.

## Lista utworów
Opracowano na podstawie materiału źródłowego.
1. „Epidemia Euforii” (muz. Marek Ałaszewski, sł. Marian Skolarski; oryginalne wyk. Klan) – 1:09
2. „Nie zawrócę” (muz. Piotr Puławski, sł. Janusz Kondratowicz; oryginalne wyk. Polanie) – 2:04
3. „Hej, wracajcie chłopcy na wieś” (muz. Zbigniew Podgajny, sł. Jacek Grań; oryginalne wyk. Niebiesko-Czarni) – 3:10
4. „Wybij sobie z głowy” (muz. Dariusz Kozakiewicz, sł. Bogdan Olewicz; oryginalne wyk. Test) – 3:53
5. „Automaty” (muz. Marek Ałaszewski, sł. R. Pawelski, M, Głuszkiewicz, A. Poniatowski, M. Ałaszewski; oryginalne wyk. Klan) – 3:04
6. „Nie widzę Ciebie...” (muz. Andrzej Zieliński, sł. Leszek Aleksander Moczulski; oryginalne wyk. Skaldowie) – 4:02
7. „Nie przejdziemy do historii” (muz. Krzysztof Klenczon, sł. Andrzej Kuryło; oryginalne wyk. Trzy Korony) – 3:25
8. „Na betonie kwiaty nie rosną” (muz. Zbigniew Podgajny, sł. Zbigniew Biegański; oryginalne wyk. Niebiesko-Czarni) – 4:57
9. „Płyń pod prąd” (muz. Dariusz Kozakiewicz, sł. J. Miller; oryginalne wyk. Test) – 3:05
10. „Chłopcy do wojska” (muz. Zbigniew Podgajny, sł. Andrzej Bianusz; oryginalne wyk. Niebiesko-Czarni) – 3:41
11. „Testament” (muz. Dariusz Kozakiewicz, sł. M. Szop; oryginalne wyk. Test) – 4:27
12. „Całe niebo w ogniu” (muz. i sł. Michaj Burano; oryginalne wyk. Michaj Burano) – 3:18
13. „Na przekór” (muz. Marek Ałaszewski, sł. Marian Skolarski; oryginalne wyk. Klan) – 3:46

## Twórcy
Opracowano na podstawie materiału źródłowego.
| - Marek Piekarczyk – wokal prowadzący - Tomasz Bonarowski – produkcja, miksowanie, instrumenty klawiszowe, gitara - Jerzy „Jerry” Rutkowski – gitara - Marcin Włoch – perkusja, instrumenty perkusyjne, wokal wspierający - Michał Bagiński – gitara - Krystian Majderdrut – perkusja - Paweł Stankiewicz – gitara | - Stanisław Szczyciński – piano - Filip Kuncewicz – gitara - Marta Andrzejczyk – wokal wspierający - Agata Jasińska – wokal wspierający - Dorota Bonarowska – wokal wspierający - Anna Brzezińska – instrumenty smyczkowe - Maciej Szczyciński – gitara basowa |

## Notowania
| OLiS   | Polska                                | 35      |
| Single |                                       |         |
| Lista  | Utwór                                 | Pozycja |
| LP3    | „Nie widzę ciebie w swych marzeniach” | 23      |